# Anomobryum soquense
Anomobryum soquense är en bladmossart som beskrevs av Brotherus 1903. Anomobryum soquense ingår i släktet Anomobryum och familjen Bryaceae. Inga underarter finns listade i Catalogue of Life.